# 历史现在时
在语言学与修辞学中，历史现在时（在《牛津英语词典》中为，在《韦氏词典》中为），或称戏剧现在时（英語：dramatic present）、叙事现在时（英語：narrative present），是指在叙述过去的事件时，使用現在時时态的情况。历史现在时一般用于历史描述（尤其是编年史）、小说、新闻头条及日常对话中。在英语对话中，历史现在时常常和一些表示沟通的动词合用，如tell（告诉）、write（写下）、say（说）、go（写着、说）。
文学评论家和语法学家认为，历史现在时可以让过去的事件显得更加生动。

## 扩展阅读
- *Brinton, L. J. (1992). "The historical present in Charlotte Bronte's novels: Some discourse functions." Style 26(2): 221-244.
- *Huddleston, R. and G. K. Pullum (2002).  The Cambridge Grammar of the English Language, Cambridge:  Cambridge University Press. ISBN 0-521-43146-8
- *Leech, G. N.  (1971).  Meaning and the English Verb, London:  Longman.  . ISBN 0-582-52214-5